# 主教座堂山 (塔林)

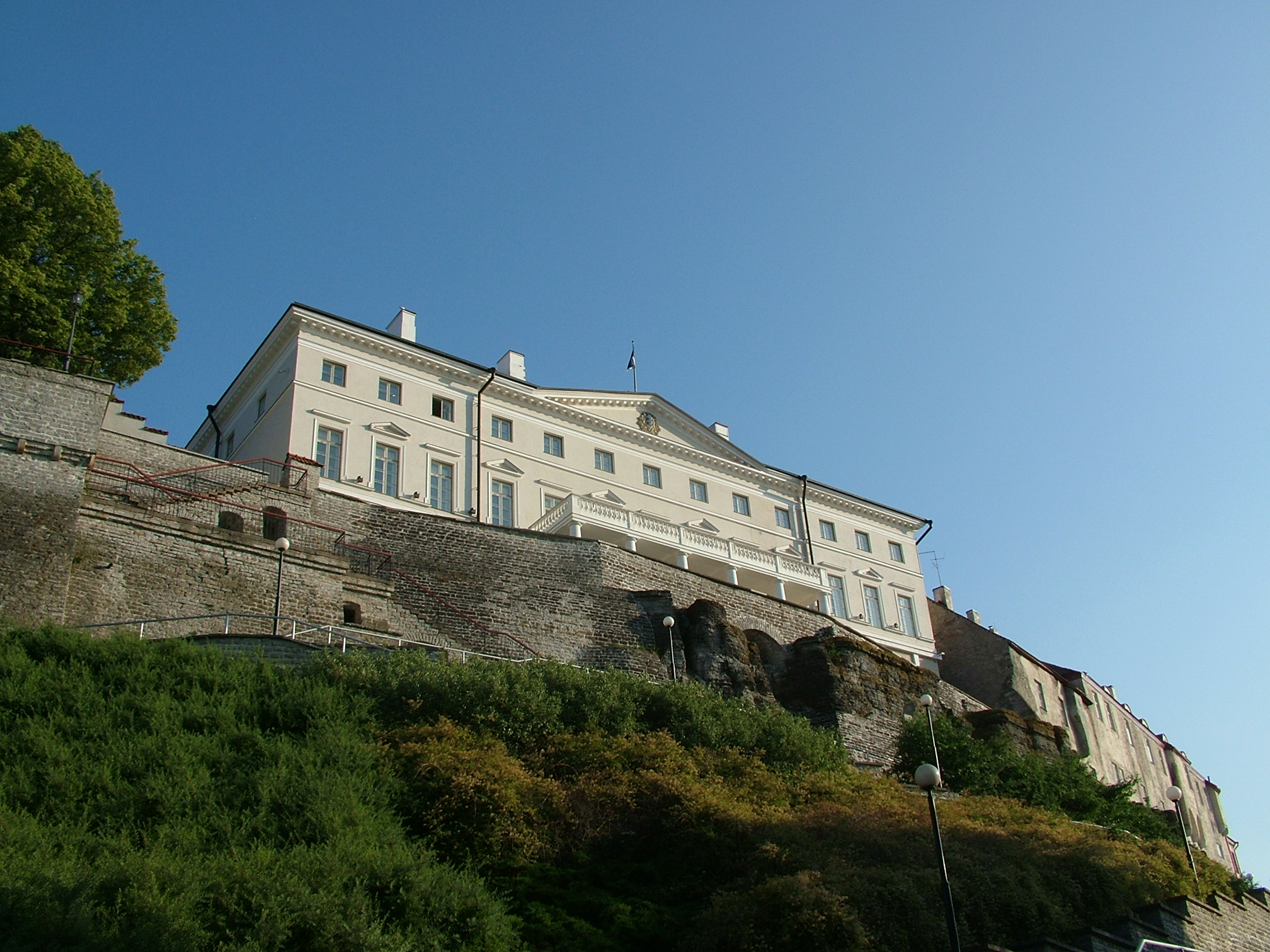
主教座堂山

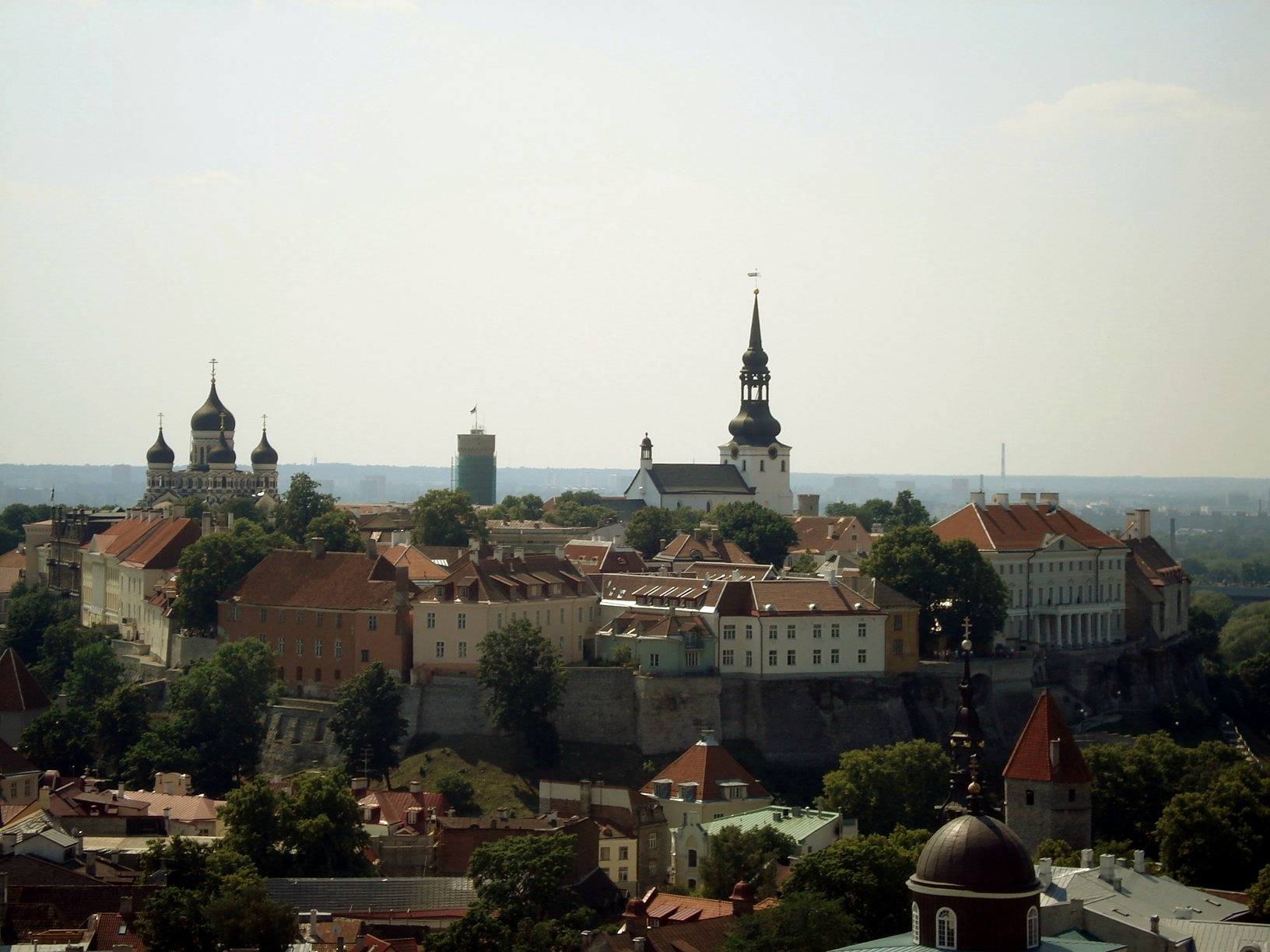
从圣奥拉夫教堂钟楼看主教座堂山

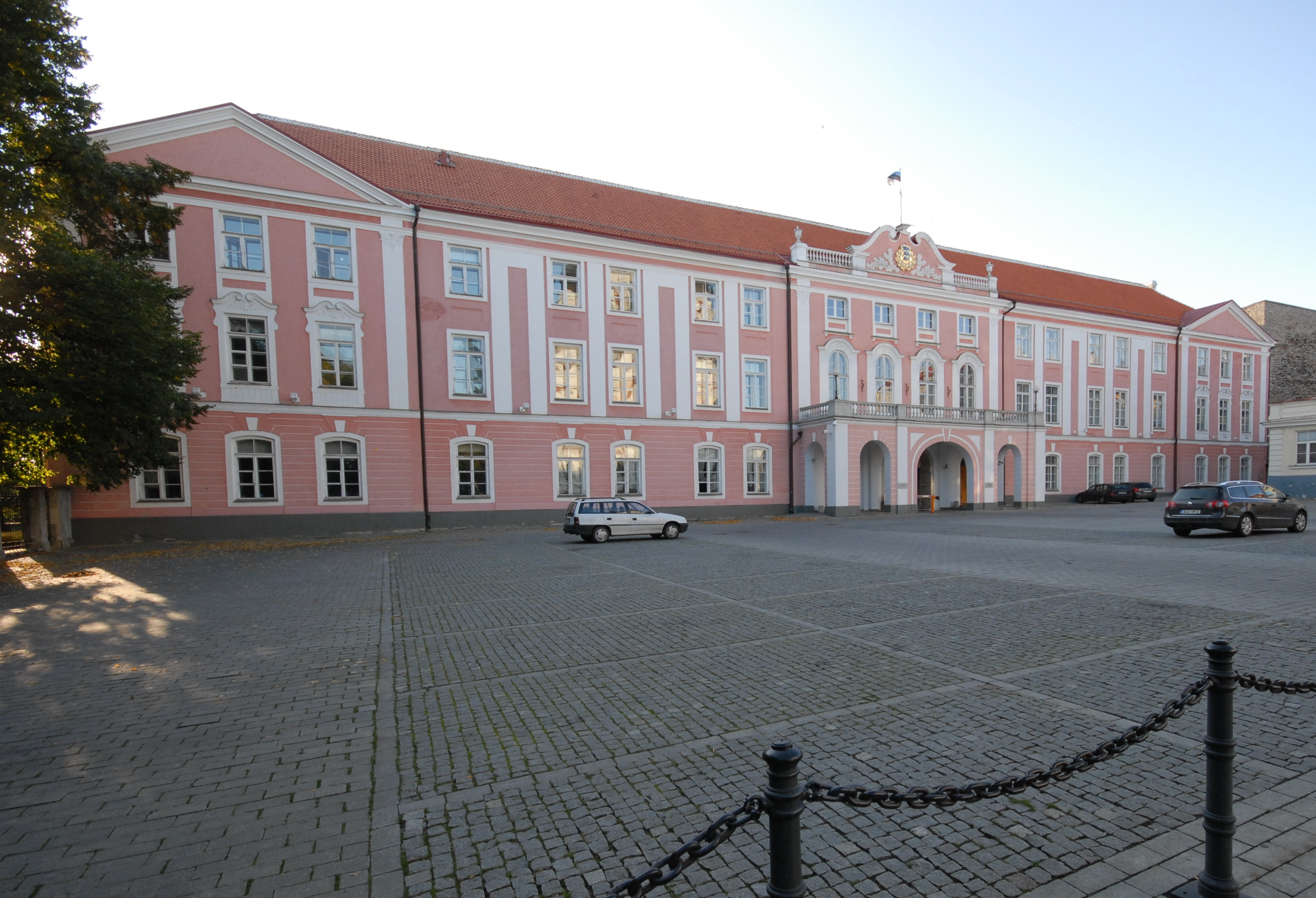
爱沙尼亚国会

主教座堂山是爱沙尼亚首都塔林市中心的一座石灰岩小山，高出城市大约 20-30米，长约 400米，宽约 250米。现在是爱沙尼亚政府和国会的所在地。

## 外部連結
59°26′13″N 24°44′24″E / 59.43694°N 24.74000°E